# 伊塔普阿省
伊塔普阿省 （Itapúa）是巴拉圭的一個省，位於該國東南部，隔巴拉那河與阿根廷的波萨达斯相望。面積 16,525平方公里，2002年人口 463,410人。首府恩卡納西翁。
下分30縣。